# Тіна Петерс (хокеїстка на траві)
Тіна Петерс (нім. Tina Peters, 24 березня 1968) — німецька хокеїстка на траві.
Срібна призерка Олімпійських Ігор 1992 року, учасниця 1996 року.